# Albizia greveana
Albizia greveana là một loài thực vật có hoa trong họ Đậu. Loài này được (Baill.) R.Baron miêu tả khoa học đầu tiên.